# Ivoorkoraaltje
Het ivoorkoraaltje (Ramariopsis kunzei) is een schimmel behorend tot de familie Clavariaceae. Het is een eetbare soort van koraalschimmels en de typesoort van het geslacht Ramariopsis. Het is algemeen bekend als wit koraal vanwege de vertakte structuur van de vruchtlichamen die lijken op zeekoraal. Het groeit het op de grond in bossen en struikgewas, op open plekken en weilanden. Vruchtlichamen verschijnen van augustus tot oktober.

## Kenmerken

### Uiterlijke kenmerken
Het vruchtlichaam is ongeveer 1–6 × 1–5 cm groot. Het is sterk vertakt, soms vanaf de grond, en zeer variabel van vorm. Individuele twijgen zijn ongeveer 5 mm dik. Het oppervlak is wit of roomwit, soms met een gele of roze tint. De steel (indien aanwezig) is 0,5 tot 3 cm lang en tot 1 cm dik, witachtig, soms roze of geelachtig. Het vruchtvlees is wit, broos, zonder duidelijke geur en smaak.
De sporenprint is wit.

### Microscopische kenmerken
De basidia zijn tot 40 μm lang, met 4-sterigma's en duidelijk zichtbare basale gespen. De sporen zijn hyaliene, bolvormig, hoefijzervormig of breed ellipsoïde en meten 3–5 × 3–4,5 μm. 

## Verspreiding
Het voorkomen van deze soort is voornamelijk beschreven in Noord-Amerika en Europa. Het is wijdverbreid op beide continenten. In Europa komt het voor van Spanje tot ongeveer 66° noorderbreedte op het Scandinavisch Schiereiland. Er zijn ook waarnemingen bekend uit enkele landen hierbuiten, zoals in Azië (Nepal, Japan), Midden- en Zuid-Amerika, Oceanië en Nieuw-Zeeland. 
Het staat ook op de lijsten van bedreigde soorten in Duitsland, Nederland en Noorwegen. In Nederland komt het matig algemeen voor.